# Ironman Hawaï 2019
De Ironman Hawaï 2019 was een triatlon die op zaterdag 12 oktober 2019 werd gehouden. Het was de 43e editie van de Ironman Hawaï. Deze wedstrijd deed dienst als wereldkampioenschap voor de triatlon over de Ironman-afstand (3,86 km zwemmen - 180,2 km fietsen - 42,195 km hardlopen). De start vond plaats op het eiland Hawaï in Kailua-Kona.
De wedstrijd bij de mannen werd voor de derde maal gewonnen door de Duitser Jan Frodeno. Bij de vrouwen won de eveneens Duitse Anne Haug. 

## Uitslagen

### Mannen
| Rang   | Naam             | Land                | Totaaltijd | Zwemmen | Fietsen | Lopen   |
| ------ | ---------------- | ------------------- | ---------- | ------- | ------- | ------- |
| Goud   | Jan Frodeno      | Duitsland           | 7:51:13    | 47:31   | 4:16:02 | 2:42:43 |
| Zilver | Tim O'Donnell    | Verenigde Staten    | 7:59:41    | 47:38   | 4:18:11 | 2:49:45 |
| Brons  | Sebastian Kienle | Duitsland           | 8:02:04    | 52:17   | 4:15:04 | 2:49:56 |
| 4      | Ben Hoffman      | Verenigde Staten    | 8:02:52    | 51:01   | 4:24:01 | 2:43:08 |
| 5      | Cameron Wurf     | Australië           | 8:06:41    | 52:25   | 4:14:44 | 2:55:03 |
| 6      | Joe Skipper      | Verenigd Koninkrijk | 8:07:46    | 52:28   | 4:16:18 | 2:53:30 |
| 7      | Braden Currie    | Nieuw-Zeeland       | 8:08:48    | 47:41   | 4:30:30 | 2:46:25 |
| 8      | Philipp Koutny   | Zwitserland         | 8:10:29    | 52:20   | 4:15:14 | 2:57:50 |
| 9      | Bart Aernouts    | België              | 8:12:27    | 57:03   | 4:19:47 | 2:51:08 |
| 10     | Chris Leiferman  | Verenigde Staten    | 8:13:37    | 52:29   | 4:24:20 | 2:52:19 |

### Vrouwen
| Rang   | Naam                 | Land                | Totaaltijd | Zwemmen | Fietsen | Lopen   |
| ------ | -------------------- | ------------------- | ---------- | ------- | ------- | ------- |
| Goud   | Anne Haug            | Duitsland           | 8:40:10    | 54:09   | 4:50:17 | 2:51:07 |
| Zilver | Lucy Charles-Barclay | Verenigd Koninkrijk | 8:46:44    | 49:02   | 4:47:20 | 3:05:59 |
| Brons  | Sarah Crowley        | Australië           | 8:48:13    | 54:05   | 4:50:13 | 2:59:20 |
| 4      | Laura Philipp        | Duitsland           | 8:51:42    | 59:03   | 4:45:04 | 3:02:11 |
| 5      | Heather Jackson      | Verenigde Staten    | 8:54:44    | 59:12   | 4:46:45 | 3:04:17 |
| 6      | Kaisa Sali           | Finland             | 8:55:33    | 59:14   | 4:53:53 | 2:57:18 |
| 7      | Corinne Abraham      | Verenigd Koninkrijk | 8:58:38    | 1:02:46 | 4:51:15 | 2:59:28 |
| 8      | Carrie Lester        | Australië           | 8:58:40    | 54:15   | 4:50:01 | 3:09:37 |
| 9      | Daniela Sämmler      | Duitsland           | 9:08:30    | 59:06   | 4:45:08 | 3:19:32 |
| 10     | Linsey Corbin        | Verenigde Staten    | 9:09:06    | 59:09   | 5:00:25 | 3:03:50 |

1978 · 
1979 · 
1980 · 
1981 · 
1982 (feb.) · 
1982 (okt.) · 
1983 · 
1984 · 
1985 · 
1986 · 
1987 · 
1988 · 
1989 · 
1990 · 
1991 · 
1992 · 
1993 · 
1994 · 
1995 · 
1996 · 
1997 · 
1998 · 
1999 · 
2000 · 
2001 · 
2002 · 
2003 · 
2004 · 
2005 · 
2006 · 
2007 · 
2008 · 
2009 · 
2010 · 
2011 · 
2012 · 
2013 · 
2014 · 
2015 · 
2016 · 
2017 · 
2018 · 
2019